# Блумінг-Гроув Тауншип (округ Пайк, Пенсільванія)
Блумінг-Гроув Тауншип (англ. Blooming Grove Township) — селище (англ. township) в США, в окрузі Пайк штату Пенсільванія. Населення — 5415 осіб (2020).

## Демографія
Згідно з переписом 2010 року, у селищі мешкало 4819 осіб у 1834 домогосподарствах у складі 1348 родин. Було 3971 помешкання
Расовий склад населення:
| - 91,8 % — білих - 3,5 % — чорних або афроамериканців - 1,1 % — азіатів - 0,2 % — корінних американців - 1,7 % — осіб інших рас |

До двох чи більше рас належало 1,8 %. Частка іспаномовних становила 5,4 % від усіх жителів.
За віковим діапазоном населення розподілялося таким чином: 18,6 % — особи молодші 18 років, 57,2 % — особи у віці 18—64 років, 24,2 % — особи у віці 65 років та старші. Медіана віку мешканця становила 47,5 року. На 100 осіб жіночої статі у селищі припадало 112,3 чоловіків;  на 100 жінок у віці від 18 років та старших — 111,1 чоловіків також старших 18 років.
Середній дохід на одне домашнє господарство  становив 70 786 доларів США (медіана — 54 000), а середній дохід на одну сім'ю — 83 982 долари (медіана — 65 493). Медіана доходів становила 44 145 доларів для чоловіків та 46 650 доларів для жінок. За межею бідності перебувало 7,8 % осіб, у тому числі 8,8 % дітей у віці до 18 років та 6,5 % осіб у віці 65 років та старших.
Цивільне працевлаштоване населення становило 1813 осіб. Основні галузі зайнятості: освіта, охорона здоров'я та соціальна допомога — 20,1 %, мистецтво, розваги та відпочинок — 18,5 %, будівництво — 9,7 %, науковці, спеціалісти, менеджери — 8,8 %.